# Bäcke Pers Karin
Bäcke Pers Karin från Våmhus, född 1644, var en svensk som blev dömd för häxeri. Hon var en av de som dömdes i den berömda häxprocessen i Mora under det stora oväsendet.
Bäcke Pers Karin uppgavs vara 25 år gammal, gift med Bäcke Pers och bosatt i Våmhus. 
Efter häxprocessen i Älvdalen utbröt en kraftig ryktesspridning i Dalarna, där olika personer utpekades för att bortföra barn till Blåkulla. Oroliga föräldrar krävde i juni 1669 att myndigheter skulle förhöra de misstänkta. Lördag kväll den 12 augusti kom den nybildade Dalarnas trolldomskommission till Mora, och häxprocessen inleddes. 
Hon var en av sextio personer som åtalades i Mora misstänkt för att ha bortfört barn till Blåkulla. 
Hon anklagades för att ha fört barn till Blåkulla. Hon bekände att hon hade fört barn till Blåkulla och att hon liksom sin mor kunde begå mord genom att mjölka livet ur människor genom trolldom med hjälp av en kniv:
"Back Hans Sohne Hustru 25 åhr, bekienner sig lärdt af sin Moder ofvanskrefne H . Margretha, neekar inthet sin gerning, hafuer fördt Olof, Pelle, Marit; Kan lijka som modren med knijf under bröstet, miölcka ihiäl folket."
Hennes mor Butu Margareta blev också anklagad för trolldom och dömd till döden. 
Morgonen den 23 augusti, efter nio dagars rättegång, dömdes 23 av de 60 misstänkta till döden för trolldom, avfall från Gud, förbund med djävulen och barnaförande. Sjutton av dessa skulle avrättas, men de övriga sex skulle sättas i fängelse eftersom rätten var osäker på deras skuld. Avrättningen ägde rum genom halshuggning och bränning. Av de sjutton som skulle avrättas, fick dock två sin avrättning uppskjuten på grund av graviditet, och dessa två var Knubb Eriks Anna och Bäcke Pers Karin. 
Bäcke Pers Karin var fortfarande vid liv år 1671, då myndigheterna hörde sig från till högre rätt huruvida tre kvinnor, som tidigare fått sina avrättningar uppskjutna på grund av graviditet: Bäcke Pers Karin, Brita från Hansjö och Margareta Hansdotter Kierstin Olofs i Soll, skulle avrättas eller inte.